# 油蔴地公共圖書館

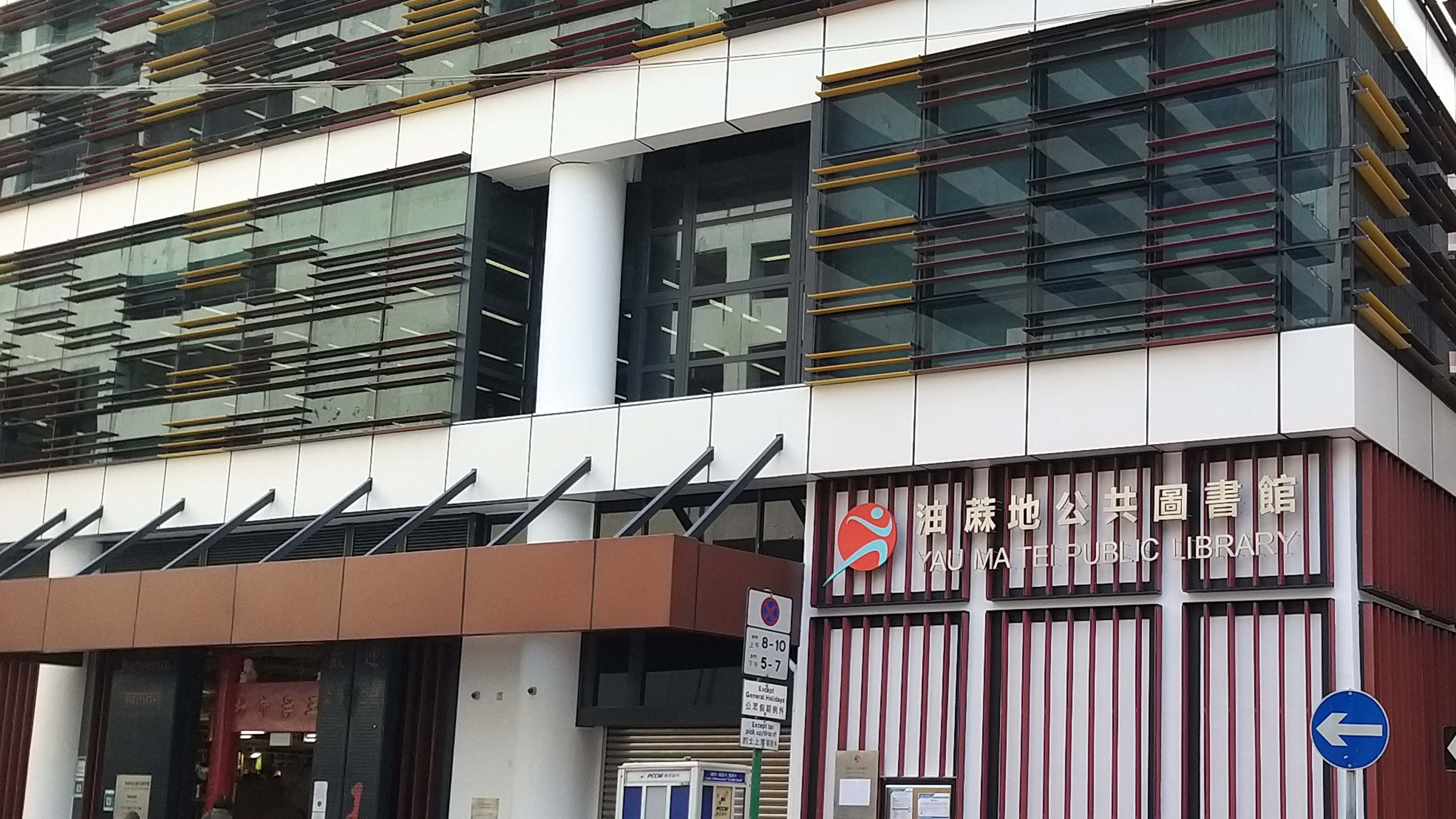
油麻地公共圖書館新址

油蔴地公共圖書館（英語：Yau Ma Tei Public Library），位於香港九龍油麻地上海街251號地下A座及1-3樓，由康樂及文化事務署管理，2021年2月19日啟用。圖書館原先位於上海街250號油麻地停車場大廈地面和閣樓，但由於需要興建中九龍繞道而拆卸，2020年11月1日關閉。新址面積由原來的約1580平方米擴充至約2300平方米，並增設電腦資訊中心、多媒體資料圖書館，藏書量達14萬本，其中成年圖書館有約7萬本，同時特別設有尼泊爾語報紙和雜誌，方便區內少數族裔閱讀。